# Romp (molen)

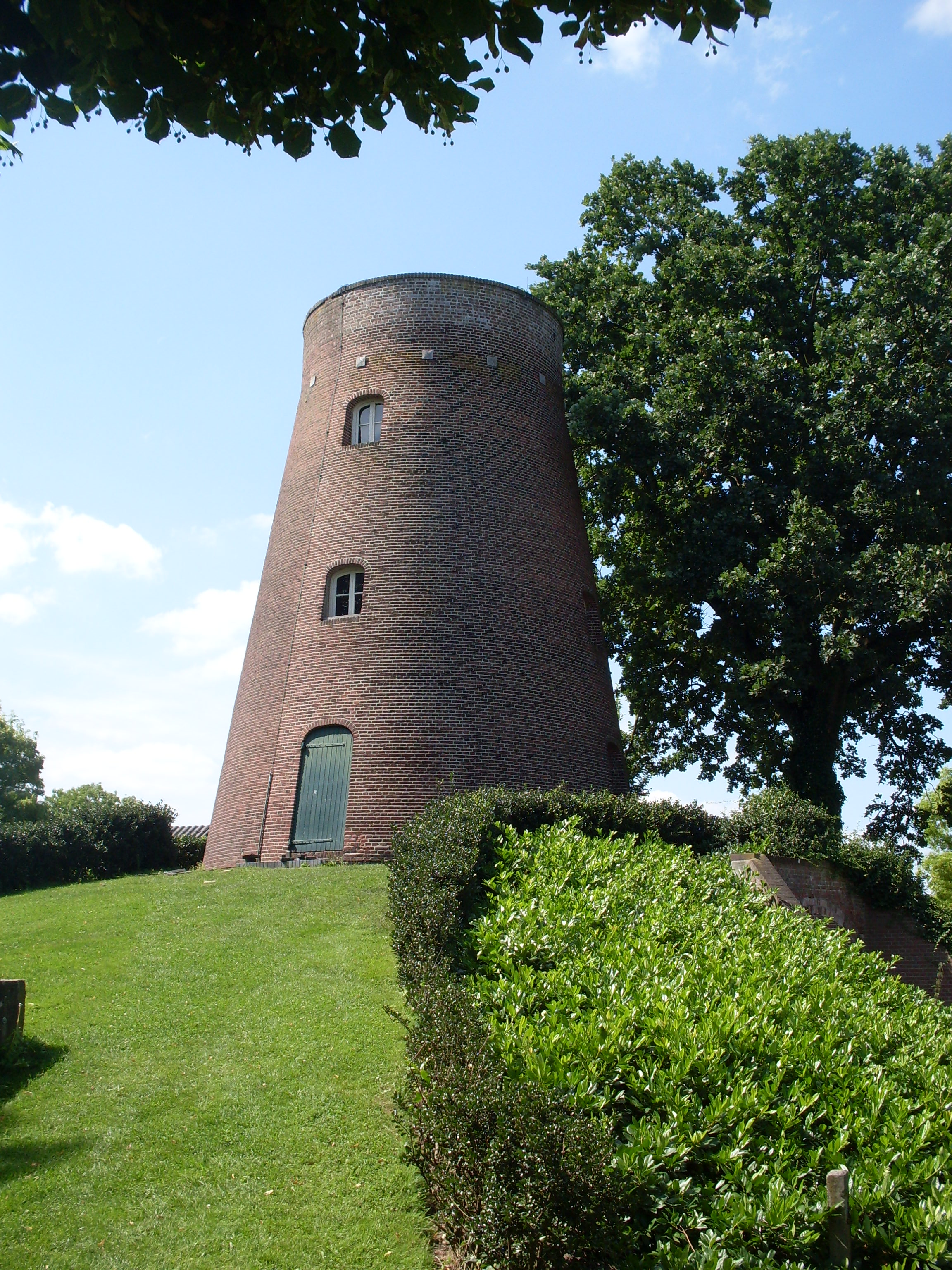
Romp van een molen.

De romp van een molen is het ronde of meerkantige stenen of houten torenachtige deel van een windmolen, zonder de kap, staart en wiekenkruis. 

## Opbouw
Bij stenen molens is de romp meestal opgebouwd uit baksteen en is meestal rond, maar achtkantig of zelfs twaalfkantig komt ook voor. Vaak is een gedeelte of de gehele romp bepleisterd en/of wit geverfd of zwart geteerd. Dit is tegen het indringen van regenwater. Immers, regenwater dat door de muren slaat vormt een bedreiging voor de houten balken van de zolders (verdiepingen). Veel molens hebben last van doorslaand vocht. Dit wordt de "stenenmolenziekte" genoemd.
Bij houten molens is de romp zes-, acht-, of zestienkantig van vorm. De bekleding bestaat uit riet, schaliën of dakleer.

## Herbestemming
Wanneer de windkracht niet meer benut werd, werd vaak de kap en wiekenkruis verwijderd en werd het binnenwerk elektrisch of met een dieselmotor aangedreven. In andere gevallen werd het binnenwerk helemaal uitgesloopt en kwamen er silo's in de romp. Andere rompen zijn dan weer als woonhuis verbouwd. 

## Synoniemen
In de Zaanstreek wordt de romp het laif (lijf) genoemd. In Limburg en het oosten van Noord-Brabant spreekt men vaak van toren. In West-Vlaanderen noemt men het dan weer kuip. Een romp met kap wordt ook wel een peperbus genoemd, een romp zónder kap doofpot.